# Темноволосая одалиска
«Темноволосая одалиска» или «Одалиска на синей софе» (фр. l'Odalisque brune) — картина французского художника Франсуа Буше, написанная в 1745 году. Хранится в Лувре.
На картине изображена молодая женщина, которая лежит на животе среди тканей и подушек. Она почти полностью обнажена — только нижнюю часть спины закрывает белая ткань. Выражение лица женщины неоднозначно: на нём можно увидеть и смущение из-за присутствия наблюдателя, и приглашение присоединиться.
На журнальном столике выгравирована подпись художника.